# Olivier Torres
 (janvier 2024).
Si vous disposez d'ouvrages ou d'articles de référence ou si vous connaissez des sites web de qualité traitant du thème abordé ici, merci de compléter l'article en donnant les références utiles à sa vérifiabilité et en les liant à la section « Notes et références ».
Olivier Torres est un acteur, scénariste et réalisateur français né à Paris

## Filmographie

### Réalisateur

#### Longs métrages
- 2002 : Sois jeune et tais-toi, slogan 1968
- 2011 : La Ligne blanche

#### Courts métrages
- 1997 : Un peu de temps réel
- 2000 : Le Bel Hiver
- 2003 : La nuit sera longue (également coscénariste et acteur principal)

### Scénariste
- 2011 : La Ligne blanche

### Acteur

#### Longs métrages
- 1985 : Hurlevent de Jacques Rivette
- 1996 : Irma Vep d'Olivier Assayas
- 1999 : Fin août, début septembre d'Olivier Assayas
- 2002 : La Chatte à deux têtes de Jacques Nolot
- 2002 : La Guerre à Paris de Yolande Zauberman
- 2003 : Tiresia de Bertrand Bonello

#### Voix
- 2008 : La Maison Nucingen de Raoul Ruiz

#### Télévision
- 2006 : Noise d'Olivier Assayas

## Distinctions
- Prix Jean-Vigo en 2004 pour La nuit sera longue